# Giliante D’Este
Giliante D'Este (ur. 23 marca 1910 w Izoli, zm. 24 kwietnia 1996 w Mentanie) – włoski wioślarz, dwukrotny medalista olimpijski.
Wystąpił na igrzyskach olimpijskich w Amsterdamie w 1928, gdzie Włosi w składzie: Valerio Perentin, Giliante D’Este, Nicolò Vittori, Giovanni Delise i Renato Petronio (sternik) zdobyli złoty medal w czwórkach ze sternikiem. W finale o 15,6 sekundy wyprzedzili Szwajcarów. Na rozgrywanych cztery lata później igrzyskach olimpijskich w Los Angeles wspólnie z Antonio Ghiardello, Francesco Cossu i Antonio Garzonim Provenzanim zdobył brązowy medal w czwórkach bez sternika. Brał też udział w igrzyskach olimpijskich w Berlinie w 1936, gdzie w czwórkach ze sternikiem Włosi odpadli w pierwszej rundzie.
Ponadto w czwórkach ze sternikiem zdobywał złote medale na mistrzostwach Europy w Bydgoszczy (1929) i mistrzostwach Europy w Paryżu (1931) oraz brązowy na mistrzostwach Europy w Berlinie (1935). 